# Все ушли на фронт
«Все ушли на фронт» — фраза, ставшая известной благодаря учебникам истории советского времени в составе выражения «Райком закрыт, все ушли на фронт». В учебниках помещалась фотография этой надписи на рваном куске картона, прибитом к заколоченной крест-накрест досками деревянной двери безымянного райкома РКСМ. Фотография была взята из «постановочного» кадра в документальном фильме «Повесть о завоеванном счастье» (1938), посвящённом 20-летию комсомола. Ранее в трудах советских историков 1930-х годов употреблялась цитата «Комитет закрыт, все ушли на фронт»; по более поздним историческим публикациям, такую фразу можно было видеть на дверях райкомов Комсомола, целиком мобилизованных на Гражданскую войну в 1919 году.
Эта фраза может шутливо указывать на закрытие учреждения.

## В годы Великой Отечественной войны
Фраза стала распространённой в годы Великой Отечественной войны и рекомендовалась к использованию в пропаганде. По воспоминаниям некоторых фронтовиков-комсомольцев:
Все члены райкома комсомола были на линии обороны. Нам не пришлось вешать на дверь объявление «Райком закрыт. Все ушли на фронт». Само здание райкома было разбито, в него попала одна из первых бомб.

## В культуре
Фраза была многократно воспроизведена в художественных произведениях и кинофильмах. Употребляется в романе Даниила Гранина «Искатели» как символ комсомольской романтики. Также встречается в публицистике: в советской официальной — в патетическом ключе, в постсоветской — в ироническом.
В сборнике Союза писателей РСФСР «Москва», вышедшем в издательстве «Художественная литература» в 1959 г., было опубликовано стихотворение «Райком закрыт».
Фраза является рефреном песни В. С. Высоцкого «Нынче все срока закончены»:
Нынче все срока закончены,

А у лагерных ворот,

Что крест-накрест заколочены, —

Надпись: "Все ушли на фронт".
Также упоминается в песне ВИА Надежда «Комсомольская путёвка» (музыка: А. Пахмутова, слова: Е. Долматовский):
Век двадцатый, год двадцатый.

Объясняю обстановку — 
	
Все на фронт ушли ребята,

Закрывается райком.
В сценической постановке, одобренной к печати Союзом писателей СССР, содержится следующий фрагмент:
На сцене забивается последний гвоздь: «Райком закрыт, все ушли на фронт». Последняя винтовка добровольцам. Парень в кожанке кричит огневые слова о гидре контрреволюции. Колонны комсомольцев уходят на фронт.